# Institut géographique Agustín Codazzi
Pour les articles homonymes, voir Codazzi et IGAC.
L'Institut géographique Agustín Codazzi (espagnol : Instituto Geográfico Agustín Codazzi), ou IGAC, est une agence colombienne chargée de la cartographie officielle de la Colombie, du cadastre national et du recensement des caractéristiques des sols. Il est sous la tutelle du Departamento Administrativo Nacional de Estadística (DANE), l'agence de statistiques nationale de Colombie.

## Histoire
L'institut géographique Augustín Codazzi est fondé en 1935. En 1957, il acquiert le statut d'entité décentralisée rattachée au Ministère de la Planification (Ministerio de Hacienda). L'institut est nommé en référence à Agustín Codazzi, militaire et géographe italien ayant participé aux guerres napoléoniennes et à la libération de l'Amérique du Sud.
En mars 2013, Juan Antonio Nieto remplace Iván Darío Gómez Guzmán à la tête de la direction de l'IGAC.
En août 2014, l' IGAC déclare que 5 régions du pays sont en crise écologique : Santurbán, Almorzadero, Cajamarca, Las Hermosas et Guerrero. En 2015, l'IGAC publie un top 10 des villes les plus chères de la Colombie, avec Bogota qui y figure en tête.
Depuis 2016, l'institut est chargé d'appliquer le système des cadastres à l'ensemble du pays en vue de la Réforme rurale intégrale conclue lors de l'Accord de paix.
En juin 2017, le gouvernement colombien demande à l'IGAC de suspendre la publication de sa nouvelle carte du département de Chocó car elle contient les villes de Belén de Bajirá, Nuevo Oriente, Macondo et Blanquicet qui appartiennent historiquement au département d'Antioquia. Cette situation suscite une controverse entre l'IGAC et le gouvernement, qui affirme que les frontières ont été établies par une loi de 1947, alors que l'IGAC ne juge pas le gouvernement compétent pour trancher sur une décision d'ordre géographique. En octobre 2017, le gouverneur d'Antioquia demande au président de la république colombien que soit révoquée la résolution numéro 1069 du 19 septembre qui permet à l'IGAC de définir les frontières sur ses cartes. En juillet 2018, le conflit n'est toujours pas résolu.
En novembre 2018, Evamaría Uribe Tobón est nommée à la tête de l'IGAC. L'IGAC est alors chargé de faire la médiation dans le conflit limitrophe qui oppose les départements de Bolívar et d'Atlántico depuis 1954. En novembre 2018, l'IGAC lance également une alerte contre les faux représentants de l'institut peu scrupuleux qui monnaient des services fonciers que l'IGAC fournit gratuitement.
En avril 2019, l'institut publie les chiffres suivants sur la géographie colombienne : 2/3 des sols cultivables ne sont pas exploités, et 53% (autour de 60 millions d'hectares) de la surface terrestre du pays est recouverte d'arbres et forêts. En avril 2019, l'ex-directeur de l'institut, César Alberto Rosales Jiménez, est condamné à trois ans de prison pour avoir illégalement modifié des cadastres en 2007 lors de son mandat à la tête de l'IGAC.

## Activités
Un musée pédagogique est accessible au sein de l'Institut géographique Agustín Codazzi qui propose de redécouvrir les anciens outils des géographes, ainsi que les techniques modernes de création de cartes.